# Ensalmo
Ensalmo es un rezo, solo o acompañado de procedimiento o aplicación de remedios, al que se atribuyen poderes mágicos para sanar a los enfermos. También se pueden definir como fórmulas rituales de carácter mágico-religioso, que a veces van acompañadas de oraciones, y aplicaciones de medicina alternativa, que procuran la curación de enfermedades.
A diferencia de la plegaria u oración religiosa que tiene el carácter de ruego humilde a un personaje sagrado solicitando protección y alivio, los ensalmos, al igual que los conjuros, tienen mayor carácter esotérico, místico y mágico.
Quien lo aplica es denominado ensalmador, también llamado curandero o chamán.